# Alexandre Leopoldo da Áustria
Arquiduque Alexandre Leopoldo da Áustria (Florença, 14 de agosto de 1772 - Laxemburgo, 12 de julho de 1795), foi Palatino da Hungria, nomeado durante o reinado de seu pai, Leopoldo II do Sacro Império Romano-Germânico, e servindo no reinado de seu irmão mais velho, Francisco I da Áustria.

## Primeiros anos
O arquiduque Alexandre Leopoldo nasceu em Florença, em Toscana, como o sexto filho e quarto filho de Leopoldo I, Grão-duque da Toscana (posteriormente Leopoldo II do Sacro Império Romano-Germânico) e Infanta Maria Luísa da Espanha. Durante sua educação, Alexandre Leopoldo se destacou em matemática e química. Ele tinha um bom físico e seu pai queria que ele seguisse uma carreira militar, com a intenção de eventualmente nomeá-lo presidente do Hofkriegsrat.

## Palatino da Hungria
Em 1790, o Grão-Duque Leopoldo sucedeu seu irmão, José II, como Leopoldo II do Sacro Império Romano-Germânico e Rei da Hungria e da Boêmia. A Hungria tinha sido governada por governadores desde 1765, mas o Imperador-Rei desejava restabelecer o cargo de palatino e permitia que a Dieta da Hungria elegesse um novo funcionário. A Dieta elegeu o arquiduque Alexandre Leopoldo, que assim se tornou o primeiro membro da Casa de Habsburgo-Lorena a ocupar o posto. Em 1792, seu pai morreu; a partir de então, Alexandre Leopoldo serviu seu irmão mais velho, que sucedeu como imperador Francisco II. 
Como palatino, o arquiduque Alexandre Leopoldo inicialmente liderou um governo moderado. No entanto, ele mudou sua política após a conspiração jacobina em 1794, o que o deixou profundamente desapontado. O objetivo da trama era tornar a Hungria independente da monarquia de Habsburgo, com Alexandre Leopoldo como rei. Ele puniu severamente os rebeldes e substituiu os dignitários moderados, adotando uma política de repressão. No mesmo ano, Tadeusz Kościuszko, desejando garantir a neutralidade da Áustria durante uma revolta contra a Rússia Imperial e o Reino da Prússia, ofereceu a Coroa da Polônia ao arquiduque Alexandre Leopoldo. No entanto, a oferta foi recusada.

## Morte

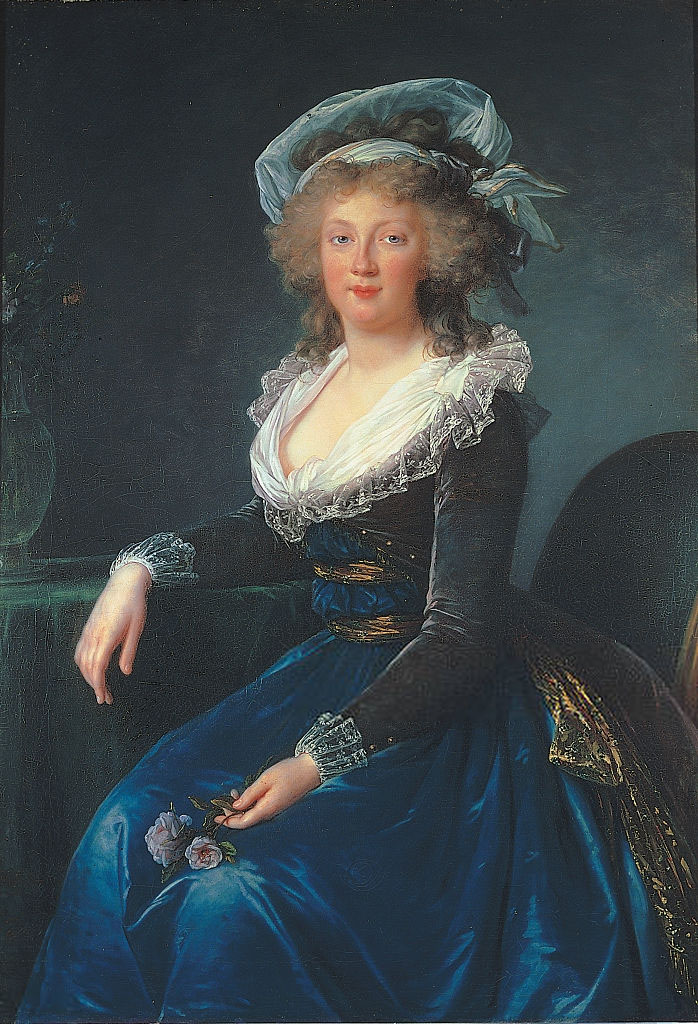
Imperatriz Maria Teresa, por Élisabeth Vigée-Lebrun, 1790.

O arquiduque Alexandre Leopoldo, que sofria de problemas de saúde, deixou a Hungria para Viena em 1795, depois de lidar com a conspiração. Seu memorando, escrito durante sua estada em Viena, mostra uma visão de mundo bastante conservadora. Ele argumentou que as diferenças entre as classes não devem ser superadas, especialmente quando se trata de educação. 
Devido ao seu interesse pela química e, especialmente, pela pirotecnia, o arquiduque Alexandre Leopoldo decidiu preparar uma queima de fogos no Palácio de Laxemburgo para surpreender sua cunhada e prima, Maria Teresa de Nápoles e Sicília. Decidiu fabricar e acender os próprios fogos de artifício nas casamatas do palácio, com a presença de alguns de seus servos. A Imperatriz Maria Teresa estava a caminho de passar o verão no palácio e quando sua chegada foi anunciada por um tiro, Alexandre Leopoldo acendeu o primeiro foguete. Naquele momento, a porta se abriu e um jato de ar jogou o foguete de volta na pólvora. A pólvora explodiu e, incapaz de escapar, Alexandre Leopoldo foi queimado por todo o corpo. Ele morreu imediatamente, assim como seus servos. 
Seu corpo está enterrado na Cripta Imperial de Viena. Seu coração foi enterrado separadamente em  Herzgruft. Seu irmão mais novo, arquiduque José, o sucedeu como Palatino da Hungria.

## Genealogia
| Alexandre Leopoldo da Áustria | Pai: Leopoldo II do Sacro Império Romano-Germânico | Avô paterno: Francisco I do Sacro Império Romano-Germânico | Bisavô paterno: Leopoldo, Duque de Lorena                   |
| Alexandre Leopoldo da Áustria | Pai: Leopoldo II do Sacro Império Romano-Germânico | Avô paterno: Francisco I do Sacro Império Romano-Germânico | Bisavó paterna: Isabel Carlota de Orleães                   |
| Alexandre Leopoldo da Áustria | Pai: Leopoldo II do Sacro Império Romano-Germânico | Avó paterna: Maria Teresa da Áustria                       | Bisavô paterno: Carlos VI do Sacro Império Romano-Germânico |
| Alexandre Leopoldo da Áustria | Pai: Leopoldo II do Sacro Império Romano-Germânico | Avó paterna: Maria Teresa da Áustria                       | Bisavó paterna: Isabel Cristina de Brunsvique-Volfembutel   |
| Alexandre Leopoldo da Áustria | Mãe: Maria Luísa da Espanha                        | Avô materno: Carlos III de Espanha                         | Bisavô materno: Filipe V de Espanha                         |
| Alexandre Leopoldo da Áustria | Mãe: Maria Luísa da Espanha                        | Avô materno: Carlos III de Espanha                         | Bisavó materna: Isabel Farnésio                             |
| Alexandre Leopoldo da Áustria | Mãe: Maria Luísa da Espanha                        | Avó materna: Maria Amália da Saxônia                       | Bisavô materno: Augusto III da Polônia                      |
| Alexandre Leopoldo da Áustria | Mãe: Maria Luísa da Espanha                        | Avó materna: Maria Amália da Saxônia                       | Bisavó materna: Maria Josefa da Áustria                     |